# ام۲/ام۳ برادلی
خودرو جنگی برادلی (به انگلیسی: Bradley Fighting Vehicle) خانواده‌ای از خودروهای زره‌پوش جنگی آمریکایی است که در دو مدل اصلی ام۲ برادلی (خودرو جنگی پیاده‌نظام) و ام۳ برادلی (خودرو جنگی سواره‌نظام) تولید شده‌است. برادلی در سال ۱۹۸۱ به ارتش امریکا پیوست و تاکنون ۶۷۲۰ دستگاه از آن برای نیروهای مسلح آمریکا و عربستان تولید شده‌است. نام این خودرو به افتخار عمر نلسون برادلی از فرماندهان آمریکا در جنگ جهانی دوم انتخاب شد که هم‌زمان با ورود برادلی به ارتش آمریکا در سال ۱۹۸۱ درگذشته بود.
برادلی پاسخ آمریکایی‌ها به بی‌ام‌پی شوروی‌ها بود که در سال ۱۹۶۶ به ارتش سرخ پیوسته بود. هر دو آن‌ها به این منظور طراحی شده بودند که بتوانند پیاده‌نظام را تحت حفاظت زرهی به میدان نبرد منتقل کرده و آتش پوششی را برای آن‌ها فراهم کرده و با سربازان و خودروهای زرهی دشمن درگیر شوند. ام۲ برادلی در ارتش آمریکا جایگزینی برای نفربرهای ام۱۱۳ در مأموریت‌های خط مقدم بود (هرچند استفاده از ام۱۱۳ در نقش‌های حمایتی تا به امروز هم ادامه دارد). برادلی نسبت به‌ام۱۱۳ از زره بسیار مناسب‌تر و قدرت آتش بسیار بالاتری برخوردار بود و قدرت تحرک بالاتری هم داشت تا بتواند تانک‌های ام۱ آبرامز را، که هم‌زمان با برادلی به ارتش آمریکا پیوسته بودند، همراهی کند.

## ویژگی‌ها

### سرنشینان
ام۲ برادلی از سه خدمه شامل فرمانده، راننده و توپچی استفاده می‌کند و ظرفیت کافی برای حمل ۶ سرباز کاملاً مسلح را دارد. اما ام۳ بردلی مأموریت‌های شناسایی و دیده‌بانی را بر عهده دارد و به عنوان خودرو پیشاهنگ نیروهای زرهی ایفای نقش می‌کند. به همین دلیل به جای حمل شش سرباز، دو دیده‌بان همراه با بی‌سیم‌ها و تجهیزات رادیویی و مهمات اضافی در آن مستقر می‌شوند.
راننده در سمت چپ قسمت جلویی برادلی قرار می‌گیرد و افراد داخل آن برای دیدن محیط پیرامون خود تنها می‌توانند از پریسکوپ استفاده کنند. کابین راننده به تنهایی دارای چهار پریسکوپ است و پریسکوپ مرکزی آن نیز توانایی دید در شب را دارد. فرمانده در سمت چپ برجک نشسته و یک فیلتر هوا برای حفاظت از گازهای سمی در کنار او قرار دارد. توپچی نیز در سمت چپ برجک می‌نشیند. کابین مخصوص قرارگیری سربازان در عقب برادلی تعبیه شده‌است. این کابین شامل یک دریچه یک‌تکه در سقف و یک در عقبی هیدرولیکی است که پس از بازشدن به صورت شیب‌دار بر روی زمین قرار می‌گیرد. برادلی مجهز به سیستم ردیابی و سرکوب آتش است و اتاقک مرکزی آن در برابر حملات اتمی، بیولوژیکی و شیمیایی ایمن است.

### حفاظت
وزن مدل‌های ابتدایی برادلی ۲۷ تن بود که در مدل‌های بعدی به بیش از ۳۰ تن افزایش یافته‌است. این خودرو از یک بدنه آلومینیومی تشکیل شده که نقاط حساس آن با یک زره فولادی چندلایه و فاصله‌دار حمایت می‌شوند. در مدل ام۱آ۲ از زره فولادی تکه‌دوزی هم استفاده شده‌است. برای نصب زره واکنشی انفجاری هم پیش‌بینی لازم شده‌است، هرچند اصولاً در ارتش آمریکا از این نوع زره استفاده نمی‌کنند. زره بردلی در مقابل راکت‌های آرپی‌جی-۷ و گلوله‌های زره‌شکاف ۳۰ میلی‌متری مقاومت کامل دارد.
همه مدل‌های برادلی به دو ردیف چهارتایی پرتابگر نارنجک‌های دودزا برای ایجاد پرده دود در دو طرف برجک مجهز هستند و امکان تجهیز آن‌ها به شراره (گمراه‌کننده حرارتی) و خاشه (گمراه‌کننده راداری) هم وجود دارد.
شیب قسمت جلوی بدنهٔ برادلی به گونه‌ای است که شنی‌ها در جلوترین قسمت خودرو قرار بگیرند، درست برعکس بی‌ام‌پی روس‌ها که بدنه‌ای قایقی شکل دارد و البته مشابه ماردر آلمانی‌ها. این شیوهٔ طراحی بدنه مقاومت خوبی را در مقابل انفجار مین‌ها و بمب های کنار جاده‌ای ایجاد می‌کند اما باعث افزایش ارتفاع خودرو شده که با بالابردن مرکز ثقل خودرو از سرعت و قدرت تحرک آن کاسته و برای حرکت بر روی آب یک نقطه ضعف محسوب می‌شود.

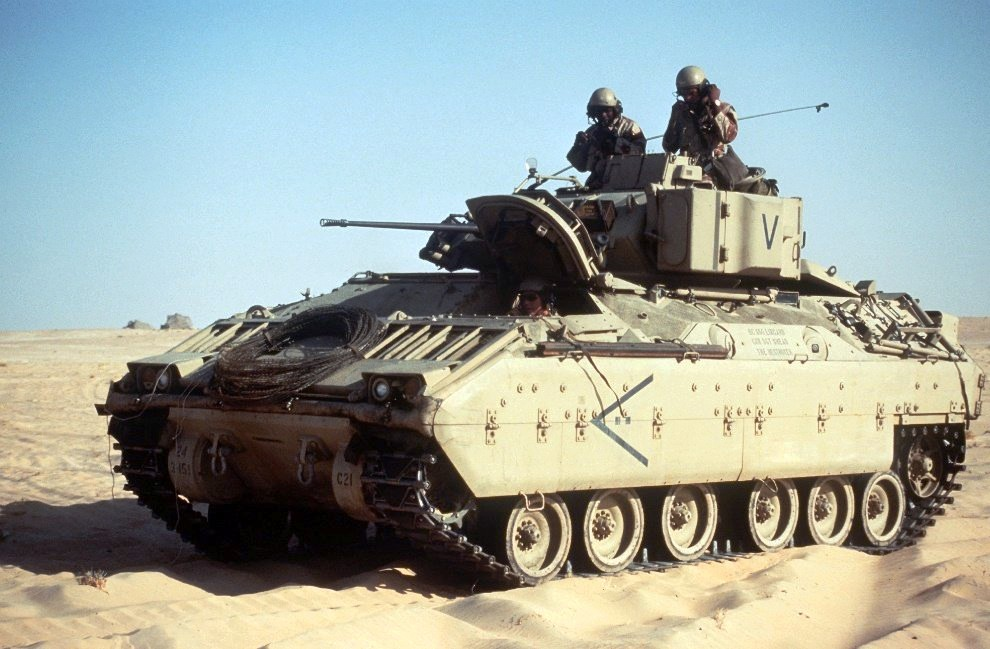
ام۲ بردلی

### تحرک
نیروی محرکه این خودرو زرهی را یک موتور ۸ سیلندر دیزلی ساخت شرکت کامینز به قدرت ۵۰۰ اسب بخار تأمین می‌کند که در مدل‌های جدیدتر با موتوری پرتوان‌تر به قدرت ۶۰۰ اسب بخار جایگزین شده‌است. حداکثر سرعت آخرین مدل این خودرو یعنی ام۲آ۳ و ام۳آ۳ در جاده ۷۱ کیلومتر است و بر روی آب هم توانایی حرکت با سرعت ۶٫۵ کیلومتر را دارد. مدل‌های مختلف برادلی گنجایش سوختی بین ۶۶۲ تا ۷۴۶ لیتر دارند که برد عملیاتی آن‌ها را به ۴۸۰ کیلومتر می رساند.

### سلاح
سلاح اصلی ام۲ برادلی یک توپ مسلسل ۲۵ م‌م ام۲۴۲ بوش‌مستر است که ۹۰۰ فشنگ در داخل خودرو برای آن حمل می‌شود. این تیربار را مک‌دانل داگلاس برای استفاده در همین خودرو طراحی کرده‌است. ام۲۴۲ توانایی غلبه بر اغلب خودروهای زرهی و حتی برخی انواع تانک‌ها را دارد. برادلی به یک لانچر شلیک موشک ضدتانک تاو همراه با هفت تیر موشک به عنوان سلاح ضدزره دوربرد و یک مسلسل چندمنظوره ام۲۴۰ با ۲۲۰۰ فشنگ هم به عنوان سلاح هم‌محور تیربار اصلی مجهز شده‌است.
سلاح‌های ام۳ برادلی هم همین موارد هستند با این تفاوت که میزان بیشتری مهمات برای آن‌ها حمل می‌شود (۱۵۰۰ فشنگ ۲۵ م‌م، ۴۴۰۰ فشنگ ۷.۶۲ و ۱۲ موشک تاو) و دو لانچر برای شلیک موشک تاو در خودرو نصب شده‌است.